# Euagathis nigriceps
Euagathis nigriceps är en stekelart som beskrevs av Günther Enderlein 1920. Euagathis nigriceps ingår i släktet Euagathis och familjen bracksteklar. Inga underarter finns listade i Catalogue of Life.